# Lista de economistas
A seguinte lista apresenta, por ordem alfabética do último nome, economistas notórios que receberam ou o prémio da Banca da Suécia em memória de Alfred Nobel ou um prémio internacionalmente reconhecido, ou porque são autores de conceitos, obras teóricas e práticas fundamentais na história do pensamento econômico:

## A
| Nome                    | Nasc.    | Morte    | Nacionalidade  | Comentários |
| ----------------------- | -------- | -------- | -------------- | --- |
| Acemoglu, Daron         | 1967     | —        | Turquia        | Premiado com a Medalha John Bates Clark (2005) e conhecido por seu trabalho sobre a economia política                                  |
| Aglietta, Michel        | 1938     | —        | França         | Co-fundador da Escola da regulação |
| Akerlof, George A.      | 1940     | —        | Estados Unidos | Informação assimétrica. Prémio de Ciências Económicas em Memória de Alfred Nobel (2001)                                                |
| Allais, Maurice         | 1911     | 2010     | França         | Teoria dos mercados. Modelo a gerações imbricadas. Paradoxo de Allais. Prémio de Ciências Económicas em Memória de Alfred Nobel (1988) |
| Angers, François-Albert | 1909     | 2003     | Canadá         | Teoria do corporativismo e do cooperativismo                                                                                           |
| Aristóteles             | 384 a.C. | 322 a.C. | Grécia         | Autor de Economia e de Ética a Nicômaco                                                                                                |
| Arrow, Kenneth          | 1921     | 2017     | Estados Unidos | Teorema da impossibilidade de Arrow. Equilíbrio geral Arrow-Debreu. Prémio de Ciências Económicas em Memória de Alfred Nobel (1972)    |
| Aumann, Robert          | 1930     | —        | Israel         | Equilíbrio correlacionado na Teoria dos jogos. Prémio de Ciências Económicas em Memória de Alfred Nobel (2005)                         |
| Ayres, Clarence Edwin   | 1891     | 1972     | Estados Unidos | Principal membro da Escola Institucionalista do Texas.                                                                                 |

## B
| Nome                    | Nasc. | Morte | Nacionalidade           | Comentários                                                                                          |
| ----------------------- | ----- | ----- | ----------------------- | --- |
| Baran, Paul A.          | 1910  | 1964  | Rússia · Estados Unidos | Escola Neo-Marxista                                                                                  |
| Barro, Robert J.        | 1944  | —     | Estados Unidos          | Equivalência ricardiana. Macroeconomia. Crescimento econômico                                        |
| Bastiat, Frederic       | 1801  | 1850  | França                  | Um dos maiores divulgadores do liberalismo e do livre comércio do século XIX                         |
| Bauer, Peter Thomas     | 1915  | 2002  | Hungria                 | Teoria à contra-corrente sobre a economia do desenvolvimento e as políticas de ajuda internacional   |
| Baumol, William         | 1922  | 2017  | Estados Unidos          | Autor da Lei de Baumol em colaboração com William Bowen                                              |
| Becker, Gary            | 1930  | 2014  | Estados Unidos          | Utilização das ferramentas e dos métodos económicos a outros domínios, Nobel 1992                    |
| Bernoulli, Daniel       | 1700  | 1782  | Países Baixos           | Primeira teoria do risco, Paradoxo de São Petersburgo                                                |
| Bhagwati, Jagdish       | 1934  | —     | Índia · Estados Unidos  | Novas teorias do comércio internacional, um dos maiores partidários do livre comércio contemporâneos |
| Black, Fischer          | 1938  | 1995  | Estados Unidos          | Modelo Black-Scholes                                                                                 |
| Blanchard, Olivier      | 1948  | —     | França                  | Mercado do trabalho, análise do desemprego, inventor do mecanismo de “histerésia”                    |
| Block, Walter           | 1941  | —     | Estados Unidos          | |
| Boehm-Bawerk, Eugen von | 1851  | 1914  | Áustria                 | Importante membro da Escola Austríaca de Economia                                                    |
| Boisguilbert, Pierre de | 1646  | 1714  | França                  | Precursor da economia politique, retomada pelos fisiocratas e Adam Smith                             |
| Boyer, Robert           | 1943  | —     | França                  | Co-fundador da Escola da regulação                                                                   |
| Brentano, Lujo          | 1844  | 1931  | Alemanha                | Economista e reformador social, influencia importante ligada a Economia social de marcado.           |
| Buchanan, James M.      | 1919  | 2013  | Estados Unidos          | Teoria da escolha publico, Nobel 1986                                                                |

## C
| Nome                      | Nasc. | Morte | Nacionalidade  | Comentários |
| ------------------------- | ----- | ----- | -------------- | --- |
| Cairnes, John Elliott     | 1823  | 1875  | Irlanda        | Metodologia da Escola clássica                                                                                   |
| Campos, Roberto           | 1917  | 2001  | Brasil         | |
| Cantillon, Richard        | 1680  | 1734  | Reino Unido    | Primeiro Ciclo económico, inspirador dos fisiocratas, de Adam Smith, e dos austríacos                            |
| Canuto, Otaviano          | 1956  | --    | Brasil         | Diretor Executivo do FMI                                                                                         |
| Card, David               | 1956  | —     | Canadá         | Economia do trabalho, medida do impacto do salário mínimo ou da imigração no desemprego e nos salários, JBC 1995 |
| Carey, Charles Henry      | 1793  | 1879  | Estados Unidos | |
| Chamberlain, Edward       | 1899  | 1967  | Estados Unidos | Principal contribuidor da "Teoria da concorrência monopolística" (The theory of economic competition)            |
| Clark, Colin              | 1905  | 1989  | Reino Unido    | |
| Clark, John Bates         | 1847  | 1938  | Estados Unidos | Um dos primeiros marginalistas americanos                                                                        |
| Coase, Ronald             | 1910  | 2013  | Reino Unido    | Custo de transacção, Economia das instituições, Nobel 1991                                                       |
| Colbert, Jean-Baptiste    | 1619  | 1683  | França         | Fundador da doutrina económico-política dita "colbertismo"                                                       |
| Cournot, Antoine-Augustin | 1801  | 1877  | França         | Equilíbrio de Cournot, inventor da elasticidade e do custo marginal                                              |

## D
| Nome                    | Nasc. | Morte | Nacionalidade             | Comentários |
| ----------------------- | ----- | ----- | ------------------------- | --- |
| Debreu, Gérard          | 1921  | 2004  | França · Estados Unidos   | Equilíbrio geral Arrow-Debreu, Nobel 1983                                                                                               |
| Polar, Hernando de Soto | 1941  | —     | Peru                      | Fundador do Instituto para a Liberdade e Democracia (ILD), Freedom Prize, Prix Fisher, Adam Smith Award, Donney Fellow, Milton Friedman |
| Dixit, Avinash          | 1944  | —     | Índia · Estados Unidos    | Teoria do comércio internacional |
| Dornbusch, Rudi         | 1942  | 2002  | Alemanha · Estados Unidos | Modelo de overshoot, célebre manual de economia escrito com Stanley Fischer                                                             |
| Dupuit, Jules           | 1804  | 1866  | França                    | Criador da curva de utilidade marginal decrescente                                                                                      |

## E
| Nome               | Nasc. | Morte | Nacionalidade  | Comentários                                                           |
| ------------------ | ----- | ----- | -------------- | --------------------------------------------------------------------- |
| Edgeworth, Francis | 1845  | 1926  | Irlanda        | Neoclássico, inventor da curva de indiferença e da caixa de Edgeworth |
| Engels, Friedrich  | 1820  | 1895  | Alemanha       | Teórico do marxismo económico                                         |
| Engle, Robert      | 1942  | —     | Estados Unidos | Análise das séries temporais, Nobel 2003                              |

## F
| Nome                          | Nasc. | Morte | Nacionalidade  | Comentários |
| ----------------------------- | ----- | ----- | -------------- | --- |
| Fama, Eugène                  | 1939  | -     | Estados Unidos | Teoria da eficiência do mercado financeiro |
| Fisher, Irving                | 1867  | 1947  | Estados Unidos | Taxa de interesse, teoria dos juros e capital, autor da equação de troca (M.V=P.T)                                                                                             |
| Fogel, Robert                 | 1926  | 2013  | Estados Unidos | História econômica, Nobel 1993 |
| Fonseca, Eduardo Giannetti da | 1957  | -     | Brasil         | Ganhou duas vezes o Prêmio Jabuti: em 1994, com o livro Vícios privados, benefícios públicos? (Cia. das Letras, 1993) e, em 1995, com As partes & o todo (Siciliano, 1995).    |
| Fourier, Charles              | 1772  | 1837  | França         | Fundador da Escola societária |
| Friedman, David D.            | 1945  | -     |                | |
| Friedman, Milton              | 1912  | 2006  | Estados Unidos | Fundador do monetarismo, Nobel 1976 |
| Frisch, Ragnar                | 1895  | 1973  | Noruega        | Um dos pais da econometria, Nobel 1969 |
| Fujita, Masahisa              | 1943  | -     | Japão          | Pioneiro da nova geografia econômica |
| Furtado, Celso Monteiro       | 1920  | 2004  | Brasil         | Foi eleito em 7 de agosto de 1997, oitavo ocupante da cadeira 11, que tem por patrono Fagundes Varela. Tomou posse em 31 de outubro, recebido pelo acadêmico Eduardo Portella. |

## G
| Nome                       | Nasc. | Morte | Nacionalidade           | Comentários                                                                    |
| -------------------------- | ----- | ----- | ----------------------- | ------------------------------------------------------------------------------ |
| Galbraith, Kenneth John    | 1908  | 2006  | Canadá · Estados Unidos | Keynesiano e institucionalista, um dos economistas mais populares do século XX |
| George, Henry              | 1839  | 1897  | Estados Unidos          |                                                                                |
| Georgescu-Roegen, Nicholas | 1906  | 1994  | Roménia                 | Pioneiro do decrescimento durável                                              |
| Gerschenkron, Alexander    | 1904  | 1978  | Estados Unidos          | Teórico do desenvolvimento econômico, efeito Gerschenkron                      |
| Gesell, Silvio             | 1862  | 1930  | Alemanha                | Fundador da economia livre                                                     |
| Giffen, Robert             | 1837  | 1910  | Reino Unido             | Bem de Giffen                                                                  |
| Granger, Clive             | 1934  | 2009  | Reino Unido             | Séries temporais, causalidade de Granger, Nobel 2003                           |
| Greenspan, Alan            | 1926  |       | Estados Unidos          |                                                                                |

## H
| Nome                | Nasc. | Morte | Nacionalidade             | Comentários                                                                       |
| ------------------- | ----- | ----- | ------------------------- | --------------------------------------------------------------------------------- |
| Haavelmo, Trygvie   | 1911  | 1999  | Noruega                   | Um dos fundadores da econometria, balanço orçamentário, Nobel 1989                |
| Haberler, Gottfried | 1900  | 1995  | Austrália                 | Desenvolvimento do modelo de fases cíclicas junto com Arthur Spiethoff            |
| Hansen, Alvin       | 1887  | 1975  | Estados Unidos            | Um dos primeiros keynesianos americanos                                           |
| Harberger, Arnold   | 1924  |       | Estados Unidos            | Autor do triângulo de Harberger, utilizado amplamente em economia                 |
| Harrod, Sir Roy F.  | 1900  | 1978  | Reino Unido               | Autor da teoria do conhecimento de Harrod e cocriador do modelo Harrod-Domar      |
| Harsanyi, John      | 1920  | 2000  | Hungria · Estados Unidos  | Jogos de informações incompletas, Nobel 1994                                      |
| Hayek, Friedrich    | 1899  | 1992  | Áustria · Reino Unido     | Um dos maiores austríacos, ciclos econômicos, ordem espontânea, Nobel 1974        |
| Hazlitt, Henry      | 1894  | 1993  | Estados Unidos            |                                                                                   |
| Heckman, James      | 1944  |       | Estados Unidos            | Econometria, viés de seleção, Nobel 2000                                          |
| Heckscher, Eli      | 1879  | 1952  | Suécia                    | Modelo Heckscher-Ohlin-Samuelson do comércio internacional                        |
| Hicks, John R.      | 1904  | 1989  | Reino Unido               | Fundador do neokeynesianismo com o Modelo IS/LM, Nobel 1972                       |
| Hirschman, Albert   | 1915  | 2012  | Alemanha · Estados Unidos | Modelo da defecção-falante                                                        |
| Hoppe, Hans-Hermann | 1949  |       | Alemanha · Estados Unidos |                                                                                   |
| Horvat, Branko      | 1928  | 2003  | Croácia                   | Autor do livro The Political Economy of Socialism; indicado para o Nobel de 1983. |
| Hume, David         | 1711  | 1776  | Escócia                   | Antimercantilista, pioneiro da teoria quantitativa da moeda                       |
| Hurwicz, Leonid     | 1917  | 2008  | Estados Unidos            | Pioneiro da teoria do mecanismo de iniciação, Nobel 2007                          |

## J
| Nome               | Datas | Morte | Nacionalidade  | Comentários                                                                             |
| ------------------ | ----- | ----- | -------------- | --------------------------------------------------------------------------------------- |
| Jevons, William    | 1835  | 1882  | Reino Unido    | Cofundador do marginalismo e da escola neoclássica                                      |
| Johnson, Manuel H. | 1949  |       | Estados Unidos | Um dos fundadores e copresidente do Conselho do Grupo dos Sete (Group of Seven Council) |
| Juglar, Clément    | 1819  | 1905  | França         | Criador do ciclo de Juglar                                                              |

## K
| Nome                                | Nasc. | Morte | Nacionalidade           | Comentários |
| ----------------------------------- | ----- | ----- | ----------------------- | --- |
| Kaldor, Nicholas                    | 1908  | 1986  | Hungria · Reino Unido   | Pós-keynesianismo, crescimento e ciclos econômicos, teoria da moeda endógena, eficiência de Kaldor-Hicks, quadrado mágico de Kaldor    |
| Kalecki, Michał                     | 1899  | 1970  | Polónia                 | Ciclos econômicos, dinâmica do capitalismo, teoria da repartição, inspirador dos pós-keynesianos                                       |
| Kahneman, Daniel                    | 1934  | -     | Israel                  | Finanças comportamentais, teoria das perspectivas (prospect theory) e noção dos efeitos de enquadramento (framing effects), Nobel 2002 |
| Kantorovich, Leonid                 | 1912  | 1986  | Rússia                  | Programação linear, Nobel 1975 |
| Kelvin, John Lancaster              | 1934  | 1999  | Estados Unidos          | Contribuições na microeconomia |
| Keynes, John Maynard                | 1883  | 1946  | Reino Unido             | Fundador da macroeconomia e do keynesianismo, considerado um dos maiores economistas do século XX                                      |
| Keynes, John Neville                | 1852  | 1949  | Reino Unido             | Metodologia da economia |
| Kirzner, Israel                     | 1930  | -     | Reino Unido             | Austríaco, papel do empreendedor como criador de informações                                                                           |
| Klein, Lawrence                     | 1920  | 2013  | Estados Unidos          | Modelos macroeconômicos do país, Nobel 1980                                                                                            |
| Knight, Frank                       | 1885  | 1972  | Estados Unidos          | Fundador da Escola de Chicago, risco e incerteza                                                                                       |
| Kondratieff, Nikolai Dmitrijewitsch | 1892  | 1938  | Rússia                  | Ciclo de Kondratiev |
| Koopmans, Tjalling                  | 1910  | 1985  | Países Baixos           | Programação linear, Nobel 1975 |
| Kornai, János                       | 1928  | 2021  | Hungria                 | Crítico da planificação, economia da penúria, Anti-Equilibrium                                                                         |
| Korotayev, Andrey                   | 1961  |       | Rússia                  | |
| Krugman, Paul                       | 1953  | -     | Estados Unidos          | Nova teoria do comércio internacional, nova geografia econômica, JBC 1991                                                              |
| Kuznets, Simon                      | 1901  | 1985  | Rússia · Estados Unidos | Ciclo de Kuznets, curva de Kuznets, Nobel 1971                                                                                         |
| Kydland, Finn                       | 1943  | -     | Noruega                 | Macroeconomia dinâmica, Nobel 2004 |

## L
| Nome                               | Nasc. | Morte | Nacionalidade             | Comentários |
| ---------------------------------- | ----- | ----- | ------------------------- | --- |
| Lachmann, Ludwig                   | 1906  | 1990  | Alemanha                  | |
| Laffer, Arthur                     | 1940  |       | Estados Unidos            | Curva de Laffer |
| Carvalho, Laura                    | 1984  |       | Brasil                    | Autora de Valsa Brasileira |
| Laffont, Jean-Jacques              | 1947  | 2004  | França                    | Economia industrial, nova economia de regulação |
| Lange, Oskar                       | 1904  | 1965  | Polónia                   | Planejamento e planificação econômica |
| Le Play, Pierre-Guillaume-Frédéric | 1806  | 1882  | França                    | |
| Leontief, Wassily                  | 1905  | 1999  | Rússia · Estados Unidos   | Modelo input-output, paradoxo de Leontief, Nobel 1973 |
| Levitt, Steven                     | 1967  |       | Estados Unidos            | Economia do crime, An Economic Analysis of a Drug-Selling Gang's Finances, The Impact of Legalized Abortion on Crime, JBC 2003. Laureado em 2003 com a Medalha John Bates Clark. Conhecido por seu livro Freakonomics, de 2005, em parceria com Stephen J. Dubner, onde usa a teoria econômica para explicar de forma inusitada fenômenos da vida cotidiana. |
| Lewis, Arthur                      | 1915  | 1991  | Santa Lúcia · Reino Unido | Economia do desenvolvimento, Nobel 1979 |
| Leibenstein, Harvey                | 1922  | 1994  |                           | His most important contributions to economics was the concept of X-inefficiency and the critical minimum effort thesis in development economics. |
| List, Friedrich                    | 1789  | 1846  | Alemanha                  | Protecionismo educador |
| Lorenz, Max O.                     | 1880  | 1962  | Estados Unidos            | Curva de Lorenz |
| Lucas Jr, Robert                   | 1937  |       | Estados Unidos            | Nova economia clássica, expectativas racionais, Nobel 1995 |
| Luttwak, Edward                    | 1942  |       | Roménia · Estados Unidos  | |
| Luxemburg, Rosa                    | 1870  | 1919  | Alemanha                  | Crises do capitalismo |

## M
| Nome                      | Nasc. | Morte | Nacionalidade               | Comentários |
| ------------------------- | ----- | ----- | --------------------------- | --- |
| Malinvaud, Edmond         | 1923  | 2015  | França                      | Economia matemática, teoria intertemporal do capital no equilíbrio geral walrasiano, eficiência dinâmica, incertidão |
| Malthus, Thomas           | 1766  | 1834  | Reino Unido                 | Essay on the principle of population, demografia                                                                     |
| Mandel, Ernest            | 1923  | 1995  | Bélgica                     | Atualização do marxismo econômico, teórico dos ciclos econômicos                                                     |
| Mandeville, Bernard       | 1670  | 1733  | Países Baixos · Reino Unido | A fábula das abelhas, divisão do trabalho                                                                            |
| Mankiw, Gregory N.        | 1958  |       | Estados Unidos              | |
| Markowitz, Harry          | 1927  |       | Estados Unidos              | Portfólio de Markowitz, Nobel 1990                                                                                   |
| Marshall, Alfred          | 1842  | 1924  | Reino Unido                 | Principal figura da escola neoclássica, valor, Principles of Economics                                               |
| Marx, Karl                | 1818  | 1883  | Alemanha                    | Fundador do marxismo, O Capital                                                                                      |
| Maskin, Eric              | 1950  |       | Estados Unidos              | Pioneiro da teoria do mecanismo de iniciação, Nobel 2007                                                             |
| McFadden, Daniel          | 1937  |       | Estados Unidos              | Análise da escolha descontínua, JBC 1975, Nobel 2000                                                                 |
| Meade, James              | 1907  | 1995  | Reino Unido                 | Comércio internacional e movimento do capital internacional, Nobel 1977                                              |
| Menger, Carl              | 1840  | 1921  | Áustria                     | Fundador da Escola Austríaca, Princípios de Economia Política                                                        |
| Merton, Robert            | 1944  | 2003  | Estados Unidos              | Fórmula de Black-Scholes, Nobel 1997                                                                                 |
| Mill, John Stuart         | 1806  | 1873  | Reino Unido                 | Utilitarismo, um dos economistas mais influentes do século XIX                                                       |
| Miller, Merton            | 1923  | 2000  | Estados Unidos              | Teorema de Modigliani-Miller, Nobel 1990                                                                             |
| Minsky, Hyman             | 1919  | 1996  | Estados Unidos              | The Financial Instability Hypothesis: An Interpretation of Keynes and an alternative to Standard Theory 1977         |
| Mirrlees, James           | 1936  | 2018  | Escócia                     | Informação assimétrica, Nobel 1996                                                                                   |
| Mises, Ludwig von         | 1881  | 1973  | Áustria · Estados Unidos    | Importante austríaco, Ação Humana                                                                                    |
| Modigliani, Franco        | 1918  | 2003  | Itália · Estados Unidos     | Teoria das finanças, teorema de Modigliani-Miller, Nobel 1985                                                        |
| Molinari, Gustave de      | 1819  | 1912  | Bélgica                     | Um dos fundadores do anarcocapitalismo                                                                               |
| Montchrestien, Antoine de | 1575  | 1621  | França                      | Mercantilista, inventor da economia política                                                                         |
| Morgenstern, Oskar        | 1902  | 1977  | Estados Unidos              | Teoria dos jogos |
| Mundell, Robert           | 1932  | 2021  | Canadá                      | Área monetária óptima, Nobel 1999                                                                                    |
| Musgrave, Richard         | 1910  | 2007  | Alemanha · Estados Unidos   | Finanças públicas |
| Muth, John                | 1930  | 2005  | Estados Unidos              | |
| Myerson, Roger            | 1951  |       | Estados Unidos              | Pioneiro da teoria dos mecanismos de inciação, Nobel 2007                                                            |
| Myrdal, Alva              | 1902  | 1986  | Suécia                      | Prémio Nobel da Paz de 1982                                                                                          |
| Myrdal, Gunnar            | 1898  | 1987  | Suécia                      | institucionalismo, Nobel 1974                                                                                        |

## N
| Nome                  | Nasc. | Morte | Nacionalidade  | Comentários                                         |
| --------------------- | ----- | ----- | -------------- | --------------------------------------------------- |
| Nash Jr, John Forbes  | 1928  | 2015  | Estados Unidos | Teoria dos jogos, equilíbrio de Nash, Nobel 1994    |
| Netto, Antonio Delfim | 1928  |       | Brasil         |                                                     |
| Neumann, John von     | 1903  | 1957  | Estados Unidos | Teoria dos jogos, algoritmo MinMax, equilibro geral |
| North, Douglass       | 1920  | 2015  | Estados Unidos | História económica, Nobel 1993                      |

## O
| Nome           | Nasc. | Morte | Nacionalidade  | Comentários                                                                                                 |
| Ostrom, Elinor | 1933  | 2012  | Estados Unidos | Prêmio Nobel de Ciências Econômicas 2009 por "sua análise da governança econômica, especialmente os comuns" |
| -------------- | ----- | ----- | -------------- | --- |
| Ohlin, Bertil  | 1899  | 1979  | Suécia         | Modelo Heckscher-Ohlin-Samuelson, Nobel 1977                                                                |

## P
| Nome                         | Nasc. | Morte | Nacionalidade  | Comentários |
| ---------------------------- | ----- | ----- | -------------- | --- |
| Pareto, Vifredo              | 1848  | 1923  | Itália         | Escola de Lausana, optimum de Pareto, lei de Pareto |
| Pereira, Luiz Carlos Bresser | 1934  |       | Brasil         | |
| Perroux, François            | 1903  | 1987  | França         | Institut de Science Économique Appliquée (hoje Institut de Sciences Mathématiques et Économiques Appliquées) |
| Phillips, William            | 1914  | 1975  | Nova Zelândia  | Curva de Phillips |
| Pigou, Arthur Cecil          | 1877  | 1959  | Reino Unido    | Economia do bem-estar, Externalidade, taxa Pigou |
| Polanyi, Karl                | 1886  | 1964  | Hungria        | "Flush" da economia na sociedade. Substantivismo. História do capitalismo do XVIII século até a Segunda Guerra Mundial, A Grande Transformação (1944)                                                                         |
| Prebisch, Raúl               | 1901  | 1987  | Argentina      | Fundador da teoria da dependência |
| Preobrajenski, Ievguêni      | 1886  | 1937  | Rússia         | Revolucionário e economista soviético, responsável pelas primeiras escritas marxistas sobre teorias da regulação econômica, do desenvolvimento econômico capitalista e da transição ao socialismo em países subdesenvolvidos. |
| Prescott, Edward             | 1940  |       | Estados Unidos | Macroeconomia dinâmica, filtro Hodrick-Prescott, Nobel 2004 |

## Q
| Nome              | Nasc. | Morte | Nacionalidade | Comentários                                  |
| ----------------- | ----- | ----- | ------------- | -------------------------------------------- |
| Quesnay, François | 1694  | 1774  | França        | Co-fundador da fisiocracia, Quadro económico |

## R
| Nome                   | Nasc. | Morte | Nacionalidade  | Comentários |
| ---------------------- | ----- | ----- | -------------- | --- |
| Ramsey, Frank Plumpton | 1903  | 1930  | Reino Unido    | Escolha sob incerteza, formação dos preços, problema de Ramsey, modelo de Ramsey, Truth and probability, A contribution to the theory of taxation |
| Regnault, Jules        | 1797  | 1863  | França         | Mercado aleatório, movimento browniano, Calcul des Chances et Philosophie de la Bourse                                                            |
| Resende, André Lara    | 1951  |       | Brasil         | |
| Ricardo, David         | 1772  | 1823  | Reino Unido    | Teoria do valor, vantagem comparativa, Dos princípios de economia politique e do imposto                                                          |
| Robbins, Lionel        | 1898  | 1984  | Reino Unido    | |
| Robertson, Denis       | 1890  | 1963  | Reino Unido    | |
| Robinson, Joan         | 1903  | 1983  | Reino Unido    | Teoria da concorrência monopolística, polémica dos dois Cambridge                                                                                 |
| Rockwell, Llewelyn     | 1944  |       | Estados Unidos | |
| Rostow, Walt Whitman   | 1916  | 2003  | Estados Unidos | As etapas do crescimento económico |
| Rothbard, Murray       | 1926  | 1995  | Estados Unidos | Escola Austríaca de Economia, Man, Economy, and State. Primeiro a utilizar o termo anarcocapitalismo.                                             |
| Rürup, Bert            | -     |       |                | |

## S
| Nome                            | Nasc. | Morte | Nacionalidade  | Comentários |
| ------------------------------- | ----- | ----- | -------------- | --- |
| Sachs, Ignacy                   | 1927  |       | Polónia        | Bem-estar social, Preservação ambiental |
| Sachs, Jeffrey                  | 1954  |       | Estados Unidos | Terapia do choque |
| Sala-i-Martin, Xavier           | 1963  |       | Espanha        | Determinantes do desenvolvimento, Economic Growth, JC 2004 |
| Samuelson, Paul                 | 1915  | 2009  | Estados Unidos | Síntese neoclássica, Modelo Heckscher-Ohlin-Samuelson, teorema Stolper-Samuelson, Economics : an introductory analysis, JBC 1947, Nobel 1970 |
| Say, Jean-Baptiste              | 1767  | 1832  | França         | Economia da oferta, Loi de Say |
| Say, Louis                      | 1774  | 1840  | França         | |
| Schacht, Hjalmar Horace Greeley | 1887  | 1970  | Alemanha       | Conhecido mundialmente como "Mago da Economia", e "Banqueiro de Hittler", foi o criador das ideias que John Keynes viria a teorizar anos mais tarde. Combateu a maior taxa inflacionária já vista na história, além de reduzir uma taxa de desemprego de 40% para virtualmente zero em poucos meses. Defendeu que a economia como ciência se trata muito mais de compreender sobre psicologia de mercado, do que de fato o domínio sobre números. Schacht teve seus méritos ignorados devido ao fato de ele ter utilizado suas habilidades para prover desenvolvimento econômico ao Terceiro Reich Nazista, mesmo tendo criado diversos dispositivos econômicos aplicados em diversos países do mundo até os dias atuais. |
| Scheer, August-Wilhelm          | 1941  | -     | Alemanha       | |
| Schelling, Thomas               | 1921  | 2016  | Estados Unidos | Teoria dos jogos e comportamento estratégico, modelo de segregação de Schelling, Nobel 2005 |
| Schmoller, Gustav von           | 1838  | 1917  | Alemanha       | Escola histórica alemã |
| Scholes, Myron                  | 1941  |       | Canadá         | Modelo Black-Scholes, Nobel 1997 |
| Schultz, Theodore               | 1902  | 1998  | Estados Unidos | Economia do desenvolvimento, capital humano, Nobel 1979 |
| Schumpeter, Joseph              | 1883  | 1950  | Áustria        | Teoria do desenvolvimento, destruição criadora ou destruição criativa, Teoria da progresso económico |
| Selten, Reinhard                | 1930  | 2016  | Alemanha       | Racionalidade limitada, economia experimental, Nobel 1994 |
| Sen, Amartya                    | 1933  |       | Índia          | Economia do bem-estar, pobreza, indicador de desenvolvimento humano, Nobel 1998 |
| Senior, Nassau William          | 1790  | 1864  | Reino Unido    | |
| Shackle, G. L. S.               | 1903  | 1992  | Reino Unido    | |
| Shapley, Lloyd S.               | 1923  | 2016  | Estados Unidos | Jogos cooperativos, valor de Shapley, jogos estocásticos, jogo de potências, jogo de mercado |
| Sharpe, William Forsyth         | 1934  |       | Estados Unidos | Índice de Sharpe, Nobel 1990 |
| Shirras, Findlay                | -     |       |                | |
| Simon, Herbert                  | 1916  | 2001  | Estados Unidos | Racionalidade limitada, Nobel 1978 |
| Simon, Julian                   | 1932  | 1998  | Estados Unidos | Crescimento económico, The Ultimate Resource |
| Simonsen, Mário Henrique        | 1935  | 1997  | Brasil         | |
| Sismondi, Jean de               | 1773  | 1842  | Suíça          | Crises de superprodução, precursor da social-democracia moderna |
| Smith, Adam                     | 1723  | 1790  | Escócia        | Pai da Escola clássica e da economia moderna, Uma investigação sobre a natura e a causa da riqueza das nações |
| Smith, Vernon L.                | 1927  |       | Estados Unidos | Economia experimental, Nobel 2002 |
| Solow, Robert                   | 1924  |       | Estados Unidos | Crescimento económico, modelo de Solow, resíduo de Solow, Nobel 1987 |
| Spence, Michael                 | 1943  |       | Estados Unidos | Assimetria da informação, Nobel 2001 |
| Sraffa, Piero                   | 1898  | 1983  | Itália         | Néo-ricardismo, Production of Commodities by Means of Commodities |
| Stigler, George                 | 1911  | 1991  | Estados Unidos | Teoria da captura (Teoria das escolhas públicas), Nobel 1982 |
| Stiglitz, Joseph E.             | 1943  |       | Estados Unidos | Assimetria da informação, Nobel 2001 |
| Stone, Richard                  | 1913  | 1991  | Reino Unido    | Modelização contável nacional e internacional, Nobel 1984 |
| Summers, Lawrence               | 1954  |       | Estados Unidos | |
| Sweezy, Paul                    | 1910  | 2004  | Estados Unidos | |

## T
| Nome                        | Nasc. | Morte | Nacionalidade  | Comentários |
| --------------------------- | ----- | ----- | -------------- | --- |
| Tavares, Maria da Conceição | 1930  | —     | Brasil         | |
| Tinbergen, Jan              | 1903  | 1994  | Países Baixos  | Macroeconomia, regra de Tinbergen, Nobel 1969                                                                                            |
| Tobin, James                | 1918  | 2002  | Estados Unidos | Análise dos mercados financeiros (ratio q de Tobin), Taxa Tobin, Nobel 1981                                                              |
| Todaro, Michael             | 1942  | —     | Estados Unidos | |
| Turgot, Anne Robert Jacques | 1727  | 1781  | França         | Um dos primeiros clássicos, teoria da valor, teoria dos interesses (juros), Réflexions sur la formation et la distribution des richesses |

## V
| Nome              | Nasc. | Morte | Nacionalidade           | Comentários |
| ----------------- | ----- | ----- | ----------------------- | --- |
| Veblen, Thorstein | 1857  | 1929  | Estados Unidos          | Líder do movimento institucionalista, consumo conspícuo, bem de Veblen, Theory of the Leisure Class                                          |
| Vickrey, William  | 1914  | 1996  | Estados Unidos          | Incitações sob informação imperfeita, fenómenos de congestão, leilão de Vickrey, Nobel 1996                                                  |
| Viner, Jacob      | 1892  | 1970  | Canadá · Estados Unidos | Teoria da firma, custos no curto e longo termo, história intelectual do comércio internacional, Studies in the Theory of International Trade |

## W
| Nome                  | Nasc. | Morte | Nacionalidade  | Comentários |
| --------------------- | ----- | ----- | -------------- | --- |
| Walras, Leon          | 1834  | 1910  | França         | Co-fundador do marginalismo, equilíbrio geral walrasiano, tatonamento, "Comissário leiloeiro" (secretário de mercado) walrasiano |
| Wardrop, John Glen    | 1920  | 1989  | Reino Unido    | |
| Weber, Max            | 1864  | 1920  | Alemanha       | História económica, A Ética protestante e o espírito do capitalismo                                                              |
| Wicksell, Knut        | 1851  | 1926  | Suécia         | |
| Wieser, Friedrich von | 1851  | 1926  | Áustria        | Escola Austríaca de Economia, imputação, custo de oportunidade, utilidade marginal                                               |
| Williamson, Oliver    | 1932  | 2020  | Estados Unidos | Teoria dos custos de transacção                                                                                                  |

## Y
| Nome            | Nasc. | Morte | Nacionalidade | Comentários                                                       |
| --------------- | ----- | ----- | ------------- | ----------------------------------------------------------------- |
| Yunus, Muhammad | 1940  | —     | Bangladesh    | Prémio Nobel da Paz (2006). Principal accionista do Grameen Bank. |